# 一宮町 (兵庫県宍粟郡)
一宮町（いちのみやちょう）は、兵庫県の中西部にあった町。宍粟郡に属した。
2005年4月1日、山崎町・一宮町・波賀町・千種町が合併して宍粟市となったため消滅した。現在、旧町域は「宍粟市一宮町○○」の町丁名になっている。
町名は播磨国一宮・伊和神社に由来する。なお、兵庫県には津名郡にも一宮町があったが（現・淡路市）、こちらは淡路国一ノ宮・伊弉諾神宮にちなむ。

## 地理
西播磨を南流する揖保川上流に位置し、兵庫県宍粟郡の最も山深い地域である。

### 隣接していた自治体
- 養父市
- 宍粟郡：波賀町、山崎町、安富町
- 朝来郡：朝来町、生野町
- 神崎郡：大河内町
- 飾磨郡：夢前町

## 歴史
- 古代の播磨国宍粟郡の地であり、町内の須行名（すぎょうめ）には式内大社・伊和神社が鎮座する。伊和神社は播磨国一宮であり、町名の由来となった。『播磨国風土記』によれば、伊和大神は揖保川流域を中心に西播磨一帯を支配した大勢力が尊崇した神のようである。中世には播磨国守護赤松氏歴代の尊崇と庇護を得た。

### 沿革
- 1956年（昭和31年）4月1日 - 神戸村・染河内村・下三方村が合併して一宮町が発足。
- 1956年（昭和31年）9月30日 - 三方村・繁盛村と合併し、改めて一宮町が発足。
- 1976年（昭和51年）9月13日 - 台風17号の集中豪雨により福地で地すべりが発生。下三方小学校や民家などが破壊、流出した土砂が揖保川を埋めて溢水も生じた。死者3人[5]。
- 2005年（平成17年）4月1日 - 千種町・波賀町・山崎町と合併して宍粟市が発足。同日一宮町廃止。

「昭和の大合併」において、町村合併促進法に基づき宍粟郡北部地域でも実態調査や住民に対する啓発等によって合併実現への努力が重ねられ、概ね5か村での合併に傾きつつあった。これに対し、兵庫県が当初策定した第一次合併計画では、将来の5か村合併を念頭に「神戸村・染河内村の2か村合併」と「下三方村・三方村・繁盛村の3か村合併」とする案が示されたが、これには各村所有財産の差異、地域の事情、住民感情等があって容易に進まなかった。対等の無条件合併の可能性があるのが「神戸村・染河内村・下三方村」の3か村だったため、北部2か村の同調を得ないまま第一次合併へと踏み切った。その後県の指導もあり、住民においても行財政力の強化のため合併へと前進し、世論の統一をみたので5か村による第二次合併が実現した。

## 姉妹都市

### 国内
- 津名郡一宮町 （現淡路市） - 兵庫県
  - 1964年（昭和39年）11月3日姉妹都市提携

## 地域

### 人口

#### 人口推移
緑色で示したものが、一宮町及び宍粟市一宮町の人口
また、一宮町発足以前における人口は、神戸村（青色で示す）、三方村（水色で示す）、下三方村（黄色で示す）、繁盛村（赤色で示す）、染河内村（桃色で示す）の人口の和で示している。
括弧内の数字は（神戸村、三方村、下三方村、繁盛村、染河内村）それぞれの人口を示す。
（なお、人口は国勢調査により各年10月1日時点のものである）
＜参考 - #沿革＞
| 1950年（昭和25年） | 15,806 （5,688、2,876、2,621、2,367、2,254） |
| 1955年（昭和30年） | 15,535 （5,590、2,812、2,559、2,338、2,236） |
| 1960年（昭和35年） | 14,407                                       |
| 1965年（昭和40年） | 13,196                                       |
| 1970年（昭和45年） | 12,440                                       |
| 1975年（昭和50年） | 12,177                                       |
| 1980年（昭和55年） | 12,215                                       |
| 1985年（昭和60年） | 12,107                                       |
| 1990年（平成2年）  | 12,034                                       |
| 1995年（平成7年）  | 11,559                                       |
| 2000年（平成12年） | 10,600                                       |
| 2005年（平成17年） | 9,955                                        |

### 教育

#### 小学校
- 一宮町立神戸小学校
- 一宮町立下三方小学校
- 一宮町立染河内小学校
- 一宮町立繁盛小学校
- 一宮町立三方小学校

#### 中学校
- 一宮町立一宮北中学校
- 一宮町立一宮南中学校

#### 高等学校
- 兵庫県立伊和高等学校

## 交通

### 最寄の空港
- 但馬空港（豊岡市）
- 岡山空港（岡山市）
- 神戸空港（神戸市）

### 鉄道路線
町内に鉄道は走っていない。最寄り駅は、JR西日本姫新線播磨新宮駅。

### 道路
- 国道
  - 国道29号
  - 国道429号
- 都道府県道
  - 兵庫県道6号養父山崎線
  - 兵庫県道8号加美山崎線
  - 兵庫県道39号一宮生野線
  - 兵庫県道428号森添三方線
  - 兵庫県道430号東河内安富線
  - 兵庫県道521号道谷三方線
  - 兵庫県道523号塩田一宮線
- 道の駅
  - 播磨いちのみや

## 名所・旧跡・観光スポット・祭事・催事
- 伊和神社
- 御形神社
- 家原遺跡公園
- 福知渓谷
- スポニックパーク一宮

## 出身有名人
- 細川伸二（柔道家）
- 田路舜哉（実業家）
- 丸居幹一（運輸官僚）

## その他
- 郵便番号
  - 播磨一宮郵便局:671-41xx

## 関連文献
- 一宮町史編集委員会 編『一宮町史』宍粟郡一宮町、1985年3月31日。NDLJP:9575791。(要登録)
- 一宮町史・資料編編集委員会 編『一宮町史』《資料編》宍粟郡一宮町、2005年3月。国立国会図書館書誌ID:030054416。[7]
- 兵庫県宍粟郡一宮町 編『兵庫県宍粟郡一宮町小字地名集』兵庫県宍粟郡一宮町、2005年3月。国立国会図書館書誌ID:030054544。[8]